# Paweł Goldstein
Paweł Goldstein (ur. 18 grudnia 1884 w Płocku, zm. 24 stycznia 1942 w Łucku) – polski chirurg, jeden z pionierów neurochirurgii w Polsce. Przez wiele lat związany ze Szpitalem Starozakonnych w Warszawie, był ordynatorem jednego z oddziałów tamże.

## Życiorys
Urodził się 18 grudnia 1884 roku w Płocku, w rodzinie kupca drzewnego Karola i Temy z Taców. Edukację rozpoczął w rodzinnym mieście, jednak za działalność polityczną został relegowany z gimnazjum, następnie więziony w Płocku. Maturę zdał w Kerczu na Krymie. Studia medyczne rozpoczął na Uniwersytecie Berneńskim, następnie kontynuował je w uniwersytetach w Berlinie, Bonn i Strasburgu, ostatecznie w 1909 uzyskał doktorat na Uniwersytecie Albrechta i Ludwika we Fryburgu. Dyplom został nostryfikowany na uniwersytecie w Kazaniu. Po powrocie do kraju osiedlił się w Warszawie, gdzie został asystentem na oddziale chirurgicznym Szpitala Starozakonnych na Czystem. Z tą instytucją pozostał związany przez resztę życia zawodowego. W latach 1919–1921 służył w Wojsku Polskim (major lekarz).
Równolegle z praktyką medyczną, Paweł Goldstein prowadził badania naukowe na temat neurochirurgii i onkologii w pracowni neurobiologii Towarzystwa Naukowego Warszawskiego. Przeprowadził także szereg nowatorskich operacji, m.in. jako jeden z pierwszych chirurgów na ziemiach polskich wykonywał sympatektomię okołotętniczą metodą Lericha oraz torakoplastykę metodą Sauerbrucha. W 1926 uczestniczył w polskiej reprezentacji na VII zjeździe Międzynarodowego Stowarzyszenia Chirurgii ISS/SIC we Włoszech.
Przez wiele lat przewodniczył jednemu z warszawskich kół Bratniej Pomocy, udzielał się także w ramach warszawskiej Izby Lekarskiej i Towarzystwa Medycyny Społecznej. W latach 30. XX wieku otworzył w Warszawie własną klinikę chirurgiczną, z własnych środków wyposażył także sale operacyjne w sanatorium przeciwgruźliczym towarzystwa Brijus w Otwocku. Pod jego kierownictwem przy szpitalu na Czystem powstawał także Instytut Patologiczny, jednak placówki nie udało się ukończyć do wybuchu wojny w 1939 roku.
Zmobilizowany przed niemiecką i radziecką napaścią na Polskę, Paweł Goldstein został ordynatorem szpitala polowego Wojska Polskiego w Chełmie. Po zajęciu miasta przez wojska niemieckie pozostał w szpitalu jako szef oddziału chirurgicznego. W 1940 zdołał przedostać się przez granicę niemiecko–radziecką i znalazł się w okupowanym przez ZSRR Łucku, gdzie również został szefem chirurgii miejscowego szpitala, a po niemieckiej napaści na ZSRR kierował wydzieloną w nim częścią przeznaczoną dla radzieckich jeńców wojennych. W Łucku dołączył do niego syn Jan Goldstein, również chirurg. Wkrótce potem jednak Paweł Goldstein zaraził się tyfusem plamistym od jednego z pacjentów i zmarł 24 stycznia 1942.

## Odznaczenia
- Medal Pamiątkowy za Wojnę 1918–1921[4]